# Scherzi di cuore
Scherzi di cuore è un film commedia romantica del 1983 diretto da Arthur Hiller e interpretato da Dudley Moore e Mary Steenburgen.
È la trasposizione dell'omonima rappresentazione teatrale, portata in scena nel 1979 ed interpretata da star come Anthony Perkins e Mia Farrow.

## Trama
Jason Carmichael è un affermato sceneggiatore in piena crisi creativa: Phoebe Craddock,  un'insegnante di una piccola scuola di provincia con ambizioni da scrittrice, sarà la sua nuova compagna di lavoro grazie ad un imbarazzante equivoco.
Durante i nove anni successivi la coppia produce diversi successi e nonostante l'attrazione che provano uno per l'altra il loro rapporto rimane strettamente professionale. Ma non per sempre.